# Økonomisk demokrati
 Denne artikel omhandler overvejende eller alene danske forhold. Hjælp gerne med at gøre artiklen mere almen.
Økonomisk demokrati, forkortet ØD, er en økonomisk-fordelingspolitisk model, der indebærer en ændring af ejendomsretten til produktionsmidlerne, hvorved lønmodtagerne får medindflydelse på virksomhedernes ledelse og den økonomiske magtstruktur i samfundet. Konkret indebærer ØD, at lønmodtagerne får andel i virksomhedernes økonomiske overskud. I løbet af 1960'erne diskuterede man i Danmark i stigende grad, hvordan man kunne øge arbejdernes medindflydelse på deres arbejdspladser. ØD-modellen i Danmark blev udviklet af Socialdemokratiet og LO i slutningen af 1960'erne og begyndelsen af 1970'erne. På LO's kongres i 1967 blev "Betænkning om demokrati på arbejdspladsen" offentliggjort, og i forlængelse heraf besluttede man at nedsætte et ØD-udvalg til udarbejdelse af en rapport om økonomisk demokrati. Udvalget havde økonom og socialdemokratisk politiker Henry Grünbaum som formand og fremlagde deres resultater på LO's kongres i 1971.
I januar 1973 fremsatte Anker Jørgensens socialdemokratiske regering inspireret af LO's rapport forslaget i Folketinget, men da valget blev udskrevet i efteråret samme år, nåede det aldrig at blive behandlet. Efter jordskredsvalget 4. december 1973 var det andet arbejderflertal, der havde eksisteret mellem Socialdemokratiet og SF, forsvundet, og dermed var de parlamentariske muligheder for at gennemføre en ØD-ordning stærkt forringet. LO fastholdt igennem 1970'erne deres krav om indførelse af en ØD-ordning, og man justerede løbende forslaget. Kravet om ØD blev desuden stillet som betingelse for indkomstpolitiske reformer. Det lykkedes dog aldrig at samle et flertal i Folketinget grundet skarp kritik fra begge sider af salen, og debatten ebbede ud i begyndelsen af 1980'erne.

## Lovforslag om lønmodtagernes medejendomsret
31. januar 1973 fremlagde den socialdemokratiske regering lovforslag om lønmodtagernes medejendomsret. Lovforslaget indebar oprettelsen af ”Lønmodtagernes Investerings- og Udbyttefond”. Denne centrale fond var ejet i fællesskab af lønmodtagerne. Fondens kapital kom fra obligatoriske gradvist stigende indbetalinger fra arbejdsgiverne. To tredjedele af den denne lønmodtagerkapital skulle dog blive i den lokale virksomhed som ”lønmodtagerkapital”. I takt med at den lokale lønmodtagerkapital ville udgøre en større andel af den lokale virksomheds aktier, ville lønmodtagerne således få indflydelse på deres arbejdsplads. Lønmodtagerkapitalen måtte dog ikke overstige 50% af den samlede aktiekapital. Den resterende kapital blev investeret af den centrale fond, der var styret af et repræsentantskab bestående af medlemmer fra fagbevægelsen.

## Borgerlig modstand
Arbejdsgiverne anså ØD for et indgreb i deres ejendoms- og ledelsesret, som var blevet fastslået ved Septemberforliget i 1899. De borgerlige partier var ligeledes modstandere af LO og Socialdemokratiets forslag, som de anså for begyndelsen til en socialistisk samfundsudvikling. De borgerlige partier lancerede imidlertid også deres egne forslag til økonomisk demokrati. Kendetegnende for højrefløjens forslag var, at de ikke opererede med en central fond, og i reglen var baseret på frivillig deltagelse. Bl.a. den senere statsminister og daværende formand for Venstres Ungdom Anders Fogh Rasmussen (V) gik ind for en ØD-ordning, og var skribent på VU's forslag.

## Modstand fra venstrefløjen
Venstrefløjen i form af bl.a. Socialistisk Folkeparti og Danmarks Kommunistiske Parti var også kraftigt imod forslaget, fordi de frygtede, at ØD ville medføre en sammenblanding af klasseinteresser og dermed umuliggøre en reel socialistisk samfundsudvikling. Deres ræsonnement var, at når arbejderne blev medejere af deres arbejdspladser, var de ikke længere kun arbejdere, men blev også småkapitalister og ville få en selvstændig interesse i at bevare kapitalismen. Samtidig ville de kunne få et modsætningsfyldt forhold til samfundsproblemer som f.eks. forurening og fyringer. SF ændrede senere mening i spørgsmålet og har flere gange genfremsat det socialdemokratiske forslag i let ændret form; senest i folketingssamlingen 1992/1993.

## Udviklingen i Sverige
Socialdemokraterna i Sverige vedtog i 1980'erne at etablere centrale lønmodtagerfonde, hvilket fik arbejdsgiverne til at demonstrere. Projektet måtte senere droppes. Arbejdsmarkedspensionsfondene i Danmark minder om tankerne bag ØD, men de fungerer på markedsøkonomiske præmisser.